# Distretto di Beed
Il distretto di Beed è un distretto del Maharashtra, in India, di 2 159 841 abitanti. È situato nella divisione di Aurangabad e il suo capoluogo è Beed.